# Jordan (Guimaras)
Jordan ist eine philippinische Stadtgemeinde und Sitz der Provinzregierung der Provinz Guimaras.

## Geografie

### Nachbargemeinden
Jordan grenzt an die drei Stadtgemeinden Buenavista im Norden, San Lorenzo im Osten und Sibunag im Süden.

### Baranggays
Jordan ist politisch in 14 Baranggays unterteilt.
| - Alaguisoc - Balcon Maravilla - Balcon Melliza - Bugnay - Buluangan | - Espinosa - Hoskyn - Lawi - Morobuan - Poblacion | - Rizal - San Miguel - Sinapsapan - Santa Teresa |

## Geschichte
Der Name Jordan wurde von den Einwohnern zu Ehren des Ortsheiligen Johannes dem Täufer gewählt. Einer örtlichen Legende zufolge schützte er die Einwohner in der spanischen Kolonialzeit vor den Moroaufständen.
1941 wurde auf dem Gebiet der Stadtgemeinde Jordan die Stadtgemeinde Nueva Valencia gebildet. Im Juli 1995 folgte die Bildung der Stadtgemeinden San Lorenzo und Sibunag auf dem Gebiet der Stadtgemeinde Jordan, wodurch sich die Zahl der Baranggays von 33 auf 14 verminderte.

## Persönlichkeiten
- Rene Herrera (* 1979), Leichtathlet